# Liste des bannières de la bataille de Grunwald
Cette liste des bannières est celle des bannières qui ont pris part à la bataille de Grunwald en 1410.

## Pologne
Jan Długosz dans ses Historiæ Polonicæ écrits après 1455 a enregistré 51 bannières polonaises, avec leurs descriptions, blasons et commandants. En plus des 4 bannières de la Cour, il y a 16 bannières des principales voïvodies, 27 bannières de magnats, 4 bannières de vassaux. 

### Bannières de la Cour
| Armoiries | Armée                                                             | Commandant(s)                                              | Titre du commandant | Composition de l'armée |
| --------- | ----------------------------------------------------------------- | ---------------------------------------------------------- | ------------------- | --- |
|           | Grande Bannière de Cracovie et du Royaume de Pologne (1ère armée) | Zyndram de Maszkowice (en),                                | Staroste de Jasło   | Troupes d’élite. Membres connus : Stanisław de Charbinowice, Jaksa de Targowiska, Domarat Kobylański, Jakub Kobylański et Marcin de Wrocimowice (porte-drapeau) |
|           | Bannière de la Cour de Gończa (2ème armée)                        | Andrzej d'Ochocice d'Ossorya                               |                     | |
|           | Armoiries de la Cour de Lituanie (3ème armée)                     | Andrzej Ciołek de Żelechów (pl) et Jan de Sprowa d'Odrowąż |                     | |
|           | Bannière Saint George (4ème armée)                                | Jean Sokol de Lamberg (en) et Stanislav de Dobra Woda      |                     | Mercenaires de Bohême et de Moravie. Membres connus : Jan Žižka, Wilhelm Kostka et Jan Sarnowski.                                                               |

### Bannières régionales
| Armoiries | Armée                                                                 | Commandant(s) | Titre du commandant | Composition de l'armée |
| --------- | --------------------------------------------------------------------- | ------------- | ------------------- | --- |
|           | Bannière de la terre de Poznań (5ème armée)                           |               |                     | Membre connu : Wojciech de Szaradów |
|           | Bannière de la terre de Sandomierz (6ème armée)                       |               |                     | |
|           | Bannière de la terre de Kalisz (7ème armée)                           |               |                     | |
|           | Bannière de la terre de Sieradz (8ème armée)                          |               |                     | |
|           | Bannière de la terre de Jeleń (9ème armée)                            |               |                     | |
|           | Bannière de la terre de Łęczyca (10ème armée)                         |               |                     | |
|           | Bannière de la terre de Cujavie (11ème armée)                         |               |                     | |
|           | Bannière de la terre de Lwów (12ème armée)                            |               |                     | |
|           | Bannière de la terre de Wieluń (13ème armée)                          |               |                     | Chevaliers de Wieluń renforcé par des mercenaires silésiens et bohémiens. Membres connus : Jan Długosz de Niedzielsk (pl) et Maćko de Prudnik (pl) |
|           | Bannière de la terre de Przemyśl (14ème armée)                        |               |                     | |
|           | Bannière de la terre de Dobrzyń (15ème armée)                         |               |                     | |
|           | Bannière de la terre de Chełm (16ème armée)                           |               |                     | |
|           | Trois bannières de la terre de Podolie (17ème, 18ème et 19ème armées) | Ivan Zhedevid |                     | Trois armées séparées en raison du grand nombre de soldats.                                                                                        |
|           | Bannière de la terre de Halicz (20ème armée)                          |               |                     | |

### Bannières de Mazovie
| Armoiries | Armée                                            | Commandant             | Titre du commandant | Composition de l'armée                                         |
| --------- | ------------------------------------------------ | ---------------------- | ------------------- | -------------------------------------------------------------- |
|           | Deux bannières de Mazovie (21ème et 22ème armée) | Siemovit IV de Mazovie | Duc de Mazovie      | Chevaliers mazoviens, principalement de la région de Płock.    |
|           | Bannière de Janusz (23ème armée)                 | Janusz Ier de Mazovie  | Duc de Varsovie     | Chevaliers mazoviens, principalement de la région de Varsovie. |

### Bannières de magnats
| Armoiries | Armée                                    | Commandant(s)                    | Titre du commandant                          | Composition de l'armée                                          |
| --------- | ---------------------------------------- | -------------------------------- | -------------------------------------------- | --------------------------------------------------------------- |
|           | 1ère bannière de Szreniawa (24ème armée) | Mikołaj Kurowski (en)            | Archevêque de Gniezno                        |                                                                 |
|           | Bannière de Jastrzębiec (25ème armée)    | Jarand de Grabia (pl)            |                                              | Armée de l'évêque de Poznań.                                    |
|           | Bannière de Rawicz (26ème armée)         | Krystyn d’Ostrów (pl)            | Châtelain de Cracovie                        |                                                                 |
|           | 1ère bannière de Leliwa (27ème armée)    | Jan de Tarnów (1367–1433) (en)   | Voïvode de Cracovie                          |                                                                 |
|           | 1ère bannière de Nałęcz (28ème armée)    | Sędziwój d'Ostroróg (pl)         | Voïvode de Poznań                            |                                                                 |
|           | Bannière de Poraj (29ème armée)          | Mikołaj de Michałowo (pl)        | Voivode de Sandomierz                        |                                                                 |
|           | Bannière de Pobóg (30ème armée)          | Jakub de Koniecpol (pl)          | Voivode de Sieradz                           |                                                                 |
|           | Bannière de Wieniawa (31ème armée)       | Iwo d'Obiechów (pl)              | Châtelain de Śrem                            |                                                                 |
|           | Bannière de Półkozic (32ème armée)       | Jan Ligęza (pl)                  | Voivode de Łęczyca                           |                                                                 |
|           | Bannière de Topór (33ème armée)          | Andrzej de Tęczyn (pl)           | Châtelain de Wojnice                         |                                                                 |
|           | Bannière de Zadora (34ème armée)         | Zbigniew de Brzezie (en)         | Maréchal de la Couronne                      |                                                                 |
|           | Bannière de Starykoń (35ème armée)       | Piotr Szafraniec (zm. 1437) (pl) | Châtelain de Cracovie                        |                                                                 |
|           | Armoiries de Pilawa (36ème armée)        | Klemens de Moskorzewo            | Châtelain de Wiślica                         |                                                                 |
|           | 2ème bannière de Leliwa (37ème armée)    | Wincenty de Granow (pl)          | Châtelain de Śrem et maire de Grande-Pologne |                                                                 |
|           | Bannière de Dębno (38ème armée),         | Dobiesław d'Oleśnica (en)        |                                              | Membre connu : Piotr d'Oleśnica                                 |
|           | 3ème bannière de Leliwa (39ème armée)    | Spytek de Jarosław (en)          |                                              |                                                                 |
|           | Bannière de Zaremba (40ème armée)        | Marcin de Sławsko (pl)           | Podstola de Poznań                           |                                                                 |
|           | 2nde bannière de Nałęcz (41ème armée)    | Dobrogost Świdwa de Szamotuły    |                                              |                                                                 |
|           | Bannière de Lis (42ème armée)            | Krystyn de Kozichgłów (pl)       |                                              |                                                                 |
|           | Bannière de Wadwicz (43ème armée)        | Jan Mężyk (pl)                   |                                              |                                                                 |
|           | Bannière de Trąby (44ème armée)          | Mikołaj Trąba (en)               | Vice-chancelier de la Couronne               |                                                                 |
|           | 2nde bannière de Szreniawa (45ème armée) | Mikołaj Kmita (pl)               |                                              |                                                                 |
|           | Bannière de Gryf (46ème armée)           | Sigismond de Bobowa (pl)         |                                              | Famille de Gryf.                                                |
|           | Bannière de Syrokomla (47ème armée)      | Zaklika de Korzkiew              |                                              |                                                                 |
|           | Bannière de Koźlerogi (48ème armée)      | Florian Pacanowski (pl)          | Châtelain de Wiślica                         | Famille de Koźlerogi.                                           |
|           | Bannière de Benešovici (49ème armée)     | Jana Jenczykowic                 | Hetman                                       | Volontaires de Moravie.                                         |
|           | Bannière de Strzegomia (50ème armée)     | Gniewosz de Dalewice (en)        | Intendant de la Couronne et staroste de Lwów | Volontaires et mercenaires de Silésie, de Bohême et de Moravie. |
|           | Armoiries de Pahonia (51ème armée)       | Sigismond Korybutovic,           |                                              |                                                                 |

## Lituanie
Długosz énumère 18 terres qui fournissaient les bannières : Trakai, Vilnius, Hrodna, Kaunas, Lida, Medininkai, Smolensk (3 bannières dirigées par Lengvenis (en)), Polotsk, Vitebsk, Kiev, Pinsk, Navahroudak, Brest, Vawkavysk, Drohiczyn, Mielnik, Kremenets, Starodoub. Il y aurait 40 bannières en tout.

### Bannières de la Cour
| Armoiries | Armée                                    | Commandant(s)      | Titre du commandant   | Composition de l'armée |
| --------- | ---------------------------------------- | ------------------ | --------------------- | ---------------------- |
|           | Bannières du Grand-duc (probablement 10) | Vytautas           | Grand-duc de Lituanie |                        |
|           |                                          | Jerzy Lingwenowicz |                       |                        |
|           |                                          | Lengvenis (en)     | Prince de Novgorod    |                        |

### Bannières territoriales
| Armoiries | Armée                   | Commandant(s)                           | Titre du commandant            | Composition de l'armée |
| --------- | ----------------------- | --------------------------------------- | ------------------------------ | ---------------------- |
|           | Bannière de Trakai      | Piotr Gashtold et Albertas Manvyda (en) | Voïvode et staroste de Vilnius |                        |
|           | Bannière de Vilnius     | Piotr Gashtold et Albertas Manvyda (en) | Voïvode et staroste de Vilnius |                        |
|           | Bannière de Grodno      | Piotr Gashtold et Albertas Manvyda (en) | Voïvode et staroste de Vilnius |                        |
|           | Bannière de Kaunas      | Piotr Gashtold et Albertas Manvyda (en) | Voïvode et staroste de Vilnius |                        |
|           | Bannière de Lida        |                                         |                                |                        |
|           | Bannière de Medininkai  |                                         |                                |                        |
|           | Bannière de Smolesnk    | Lengvenis                               | Prince de Novgorod             |                        |
|           | Bannière d'Orcha        | Lengvenis                               | Prince de Novgorod             |                        |
|           | Bannière de Mstislav    | Lengvenis                               | Prince de Novgorod             |                        |
|           | Bannière de Polotsk     |                                         |                                |                        |
|           | Bannière de Vitebsk     |                                         |                                |                        |
|           | Bannière de Kiev        |                                         |                                |                        |
|           | Bannière de Pinsk       |                                         |                                |                        |
|           | Bannière de Drohiczyn   |                                         |                                |                        |
|           | Bannière de Mielniki    |                                         |                                |                        |
|           | Bannière de Navahroudak |                                         |                                |                        |
|           | Bannière de Brest       |                                         |                                |                        |
|           | Bannière de Vawkavysk   |                                         |                                |                        |
|           | Bannière de Kremenets   |                                         |                                |                        |
|           | Bannière de Starodoub   |                                         |                                |                        |

### Bannières tatares
Il y a probablement eu 7 bannières tatares durant la bataille.
| Armoiries | Armée                         | Commandant(s)   | Titre du commandant | Composition de l'armée        |
| --------- | ----------------------------- | --------------- | ------------------- | ----------------------------- |
|           | Bannière de Jalal al-Din (en) | Jalal al-Din,   |                     | Trois cents cavaliers tatars. |
|           | Bannière des Naïmans          | Nayman-Beg (en) | Prince des Naimans  | Armée tribale naïmane.        |
|           | Bannière de Typirska          | Nayman-Beg      | Prince des Naimans  |                               |

## Ordre teutonique
Selon le chroniqueur médiéval Jan Długosz, l’armée teutonique se compose de 51 bannières. Parmi celles-ci, 5 sont des bannières des hautes instances de l’ordre, 6 sont fournis par les évêchés prussiens, 31 sont exposés par des unités territoriales et des villes, et 9 sont des détachements de mercenaires et d’invités étrangers.

### Bannières de hauts hiérarques
| Armoiries | Armée                                                | Commandant(s)                                                        | Titre du commandant                                                   | Composition de l'armée |
| --------- | ---------------------------------------------------- | -------------------------------------------------------------------- | --------------------------------------------------------------------- | --- |
|           | Bannière du Grand Maître (1ère armée)                | Ulrich von Jungingen                                                 | Grand maître                                                          | Chevaliers exceptionnels de l’ordre et courtisans du Grand Maître.                                                                            |
|           | Petite bannière du Grand Maître (2ème armée)         | Albrecht von Schwarzburg, Stanisław Bohlemin et Leopold von Kökeritz | Commandeur de Christbourg, commandeur de Kulm et commandeur de Lusace | Des chevaliers-moines plus importants, des chevaliers mercenaires de divers pays allemands, des courtisans et des serviteurs du Grand Maître. |
|           | Bannière de l’Ordre Teutonique (3ème armée)          | Friedrich von Wallenrode (de)                                        | Grand Maréchal et commandeur de Königsberg                            | Wallenrode dirige l'aile gauche de l'armée.                                                                                                   |
|           | Bannière de Saint-Georges (6ème armée)               | Christian von Gersdorf                                               |                                                                       | Invités de l’Ordre et chevaliers mercenaires de différents pays.                                                                              |
|           | Bannière du Grand Trésorier de l’Ordre (13ème armée) | Thomas Moerheym                                                      | Vice-trésorier de l’Ordre                                             | Chevaliers, serviteurs en armure du Grand trésorier et mercenaires.                                                                           |

### Bannières d'évêchés vasaux
| Armoiries | Armée                                          | Commandant(s)                              | Titre du commandant            | Composition de l'armée                                                            |
| --------- | ---------------------------------------------- | ------------------------------------------ | ------------------------------ | --------------------------------------------------------------------------------- |
|           | Bannière d’Oleśnica (4ème armée)               | Conrad VII d'Oleśnica                      | Héritier d’Oleśnica            | Chevaliers du duché d’Oleśnica et de Wrocław ainsi que des mercenaires silésiens. |
|           | Bannière de Poméranie (5ème armée)             | Casimir V de Poméranie                     | Héritier de Poméranie-Szczecin | Chevaliers et mercenaires poméraniens.                                            |
|           | Bannière de l’évêque de Pomésanie (7ème armée) | Maekward von Reszemburg                    | Maire de Prabuty               | Chevaliers de l’évêché de Pomezan et de mercenaires.                              |
|           | Bannière de l’évêché de Sambie (8ème armée)    | Adam von Schaumberg ou Heinrich Schaumburg | Maire de Sambie                |                                                                                   |
|           | Bannière de l'évêque de Kulm (9ème armée)      | Teodoryk von Sowemburg                     |                                | Chevaliers vassaux.                                                               |
|           | Bannière de l'évêque de Varmie (10ème armée)   | Marcin Kemnater                            | Maire de Varmie                | Trois unités de soldats varmiens de 250 porteurs d’armes.                         |

### Bannières d'unités territoriales
| Armoiries | Armée                                                     | Commandant(s)                                        | Titre du commandant                                    | Composition de l'armée |
| --------- | --------------------------------------------------------- | ---------------------------------------------------- | ------------------------------------------------------ | --- |
|           | Bannière de la grande commanderie de Stuhm (11ème armée)  | Kuno von Lichtenstein (de) et Heinrich von Potendorf | Grand commandeur Maire de Stuhm                        | Mercenaires autrichiens. Lichtenstein dirige l'aile droite de l'armée sous cette bannière. |
|           | Bannière de Chełmno (12ème armée)                         | Janusz Orzechowski et Konrad de Robaków              |                                                        | Citadins et chevaliers locaux. Membre connu : Nicholas von Renys (it)(porte drapeau) |
|           | Bannière de Graudenz (14ème armée)                        | Wilhelm von Hellfenstein                             | Commandeur de Graudenz                                 | Chevaliers et les citadins de Grudziądz. |
|           | Bannière de Balga (15ème armée)                           | Friedrich von Zollern                                | Commandeur de Balga                                    | |
|           | Bannière de Schönsee (16ème armée)                        | Nicholas von Wylcz                                   | Commandeur de Schönsee                                 | |
|           | Bannière de Königsberg (17ème armée)                      | Hannus von Heydeck                                   | Commandeur de Köningsberg                              | |
|           | Bannière de Althausen (18ème armée)                       | Wilhelm Nyppen                                       | Commandeur d'Althausen                                 | Des frères, des chevaliers locaux et un grand nombre de mercenaires. |
|           | Bannière de Tuchola (19ème armée)                         | Heinrich von Schwelborn (pl)                         | Commandeur de Tuchola (pl)                             | Membre connu : Konrad von Piznenau |
|           | Bannière de Nessau (20ème bannière)                       | Gottfried von Hatzfeld                               | Commandeur de Nessau                                   | |
|           | Bannière de Roggenhausen (22ème armée)                    | Friedrich von Wed                                    | Maire de Roggenhausen                                  | Chevaliers de la maison de Doliwa. |
|           | Bannière de Dantzig (23ème armée)                         | Johannes von Schönfeld                               | Commandeur de Dantzig                                  | |
|           | Bannière d'Engelsburg (24ème armée)                       | Burkard von Wobecke                                  | Commandeur d'Engelsburg                                | |
|           | Bannière de Strasburg (25ème armée)                       | Baldemin Stoll                                       | Commandeur de Strasburg                                | |
|           | Bannière de Brettchen et Neumarkt (26ème armée)           | Johann von Redere                                    | Maire de Brattian                                      | |
|           | Bannière de Braunsberg (27ème armée)                      |                                                      |                                                        | Citadins et vassaux. |
|           | Bannière de Leissen (30ème bannière)                      | Konrad von Königsegg                                 | Maire de Leissen                                       | Moines du château de Malbork et chevaliers de Żuławy. |
|           | Bannière de Schlochau (31ème armée)                       | Arnold von Baden                                     | Maire de la Nouvelle-Marche et commandeur de Schlochau | |
|           | Bannière de Bartenstein (32ème armée)                     |                                                      |                                                        | |
|           | Bannière d'Osterode (33ème armée)                         | Konrad von Pinzenau                                  | Commandeur d'Osterode                                  | Membre connu : Mikołaj de Durąg, Perigryn (porte drapeau) |
|           | Bannière de Chełmno (34ème armée)                         | Jan Count von Sayn                                   | Commandant de Thorn                                    | Chevaliers du pays de Chełmno. |
|           | Bannière de la commanderie d'Elbing (35ème armée)         | Werner von Tettingen (de)                            | Commandeur d’Elbing et Grand Hospitalier               | Membre connu : Ulrich von Stoffeln (vice-commandeur) |
|           | Bannière de la ville d'Elbing (35ème armée)               | Heinrich Mönch                                       | Maire d'Elbing                                         | 216 mercenaires de la ville dont 180 cavaliers Membres connus : - Bertram Betke, Klaus Kustrat, Hans Raue, Hans von Hervorden, Henryk Altmann (conseillers municipaux). - Henryk Kreuzburg, Tidemann von der Wilde (ministres) - Infanterie: Roland, Nicolas (orfèvre) - Chariots: Peter Vroydenberg |
|           | Bannière de Thorn (37ème armée)                           | Albrecht Rothe                                       | Maire de la vieille ville de Thorn                     | 214 citadins,et mercenaires. Membre connu : Johannes von Merse (maire de la ville) |
|           | Bannière de Mewe (39ème armée)                            | Segemunt von Ramungen                                | Commandeur de Mewe                                     | Chevaliers, citadins et des mercenaires de Franconie. |
|           | Bannière de Heiligenbeil (40ème armée)                    |                                                      |                                                        | |
|           | Bannière de la ville de Dantzig (42ème armée)             | Piotr Netzke ou Bartłomiej Gross                     | Maire de Dantzig                                       | |
|           | Bannière d'Ortelsburg (44ème armée)                       | Wigand Kolbe                                         | Procureur au château d'Ortelsburg                      | |
|           | Bannière de Ragnit (45ème armée)                          | Helfrich von Drahe                                   | Commandeur de Ragnit                                   | Chevaliers originaires de Ragnit. |
|           | Bannière de la vieille ville de Königsberg (46 ème armée) | Konrad Marscheide                                    | Maire de la vieille ville de Königsberg                | 200 cavaliers et un très grand nombre de fantassins dont des citadins, des mercenaires et de riches paysans sambiens. |
|           | Bannière de Dirschau (48ème armée)                        | Mathias von Bebern                                   | Maire de Dirschau                                      | |
|           | Bannière d'Allenstein (49ème armée)                       |                                                      |                                                        | |
|           | Bannière de Brandenburg (51ème armée)                     | Marquard von Salzbach (en)                           | Commandeur de Brandenburg                              | |

### Bannières de mercenaires et de chevaliers étrangers
| Armoiries | Armée                                     | Commandant(s) | Titre du commandant | Composition de l'armée                |
| --------- | ----------------------------------------- | ------------- | ------------------- | ------------------------------------- |
|           | Bannière de Westphalie (21ème armée)      |               |                     | Chevaliers de Westphalie.             |
|           | Bannière de Germanie (28ème armée)        |               |                     | Chevaliers allemands du Saint Empire. |
|           | Bannière de Suisse (29ème armée)          |               |                     | Chevaliers et mercenaires suisses.    |
|           | Bannière de Basse-Allemagne (36ème armée) |               |                     | Chevaliers allemands.                 |
|           | Bannière de Rhénanie (38ème armée)        |               |                     | Chevaliers de Rhénanie.               |
|           | Bannière de Brunswick (41ème bannière)    |               |                     | Chevaliers de Brunswick.              |
|           | Bannière de Meißen (43ème armée)          |               |                     | Chevaliers de Meissen.                |
|           | Bannière de Livonie (47ème bannière)      |               |                     | Chevaliers et colons de Livonie.      |
|           | (50ème armée)                             |               |                     | Chevaliers mercenaires.               |

### Bannières hors de Grunwald
| Armoiries | Armée               | Commandant(s)                    | Titte du commandant   | Explications |
| --------- | ------------------- | -------------------------------- | --------------------- | --- |
|           | Fanion de Pauen     | Heinrich von Plauen              | Commandeur de Schwetz | La bannière n’a pas pris part à la bataille, laissée dans les environs de Świecie pour se défendre contre Janusz Brzozogłowy (pl), le staroste de Bydgoszcz. |
|           | Bannière de Schwetz | Probablement Heinrich von Plauen | Commandeur de Schwetz | La bannière n’a pas pris part à la bataille, laissée dans les environs de Świecie pour se défendre contre Janusz Brzozogłow.                                 |